# Carl Julius Henning
Carl Julius Henning (* 1. November 1813 in Berlin; † 20. September 1848 ebenda) war ein deutscher Maler.
Er war der Sohn des Königlichen Kammermusikers Johann Friedrich Albert Henning. Ab 1832 studierte er bei Wilhelm Schirmer an der Akademie der Künste in Berlin und ließ sich anschließend als Landschaftsmaler dort nieder. Mehrere Studienreisen führten ihn nach Böhmen, Mähren, Ost- und Westpreußen. Von 1836 bis 1842 beteiligte er sich an Ausstellungen der Akademie.
Henning lieferte viele Vorlagenzeichnungen für beliebte Berliner Druckgrafiken der Biedermeierzeit. Er lithografierte jedoch auch Zeichnungen anderer Künstler, so z. B. die 1844 von Wilhelmine Auguste von Schack geschaffene Bilderfolge 12 Ansichten von Heringsdorf nach der Natur gezeichnet, welche im Jahr 1846 im Verlag von C.H. Schröder erschien. Sein jüngerer Bruder Emil Henning war Lithograf in Berlin.

Werkbeispiel
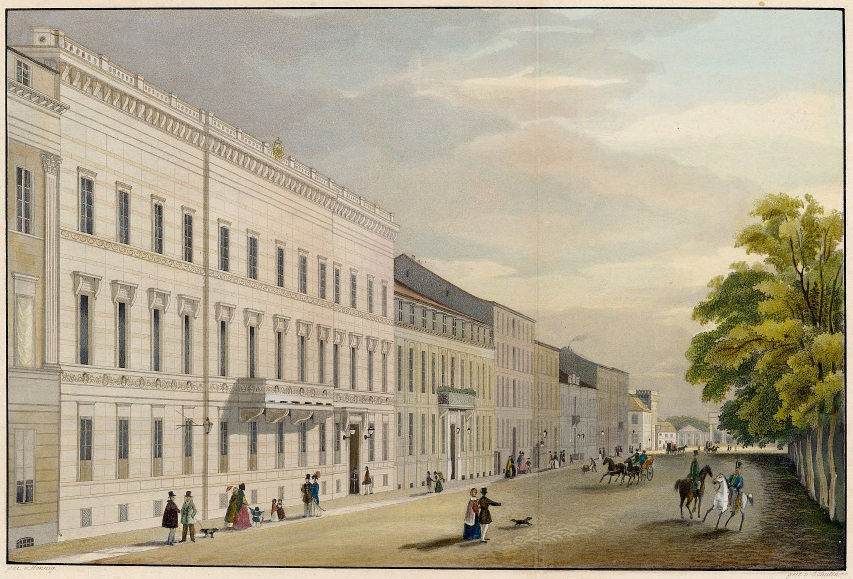
Das Russische Gesandtschafts Haus in Berlin, Farbstahlstich von 1843